# Gotowość mobilizacyjna
Gotowość mobilizacyjna – zakończenie wszystkich przedsięwzięć związanych z przejściem oddziałów, związków i instytucji wojskowych z organizacji pokojowej na wojenną. Terminy gotowości mobilizacyjnej określa się w zależności od operacyjnego przeznaczenia oddziałów i związków oraz od czasu niezbędnego na ich rozwinięcie mobilizacyjne.
Jest to: 
1. stopień przygotowania jednostki, związku, wojsk, sztabu, instytucji do terminowego rozpoczęcia i efektywnego wykonania zadań przewidzianych dla niej w planie mobilizacyjnym
2. zdolność wojsk do przejścia w określonym czasie ze struktury organizacyjnej czasu pokojowego na wojenną, osiągana przez realizację szeregu przedsięwzięć przygotowawczych związanych z tym procesem i stanowi część stanu stałej gotowości bojowej wojsk.

Zdolność do mobilizacyjnego rozwinięcia zapewnia się poprzez:
1. posiadanie w pełni opracowanej dokumentacji mobilizacyjnej;
2. zapewnienie uzupełnienia potrzeb mobilizacyjnych;
3. wydzielenie sił i środków przewidzianych do wykonania poszczególnych przedsięwzięć;
4. pełną znajomość obowiązków wykonywanych w tym procesie przez wszystkich żołnierzy.